# 7459 Gilbertofranco
7459 Gilbertofranco eller 1984 HR1 är en asteroid i huvudbältet som upptäcktes den 28 april 1984 av den italienska astronomen Vincenzo Zappalà vid La Silla-observatoriet. Den är uppkallad efter Gilberto Franco.
Asteroiden har en diameter på ungefär 4 kilometer.